# Dunsen
Dunsen ist ein Ortsteil des Fleckens Eime in der Samtgemeinde Leinebergland im Landkreis Hildesheim in Niedersachsen.

## Geografie
Dunsen liegt unmittelbar südwestlich von Eime. Der Ort erstreckt sich als Straßendorf entlang der Deilmisser Straße und der Dunser Straße (Bundesstraße 240). Durch Dunsen fließen die Akebeke und der Deilmissener Bach.

## Geschichte
Dunsen wurde möglicherweise schon  im Jahr 1356 schriftlich unter dem Namen Tunhosen erwähnt. Im Jahr 1409 ist der Name Dunsen belegt.
Das 1939 verliehene Ortswappen Dunsens ist vom Wappen der Herren von Dötzum abgeleitet, als deren Erbhof Dunsen im Mittelalter mehrfach genannt wurde. Dunsen wurde am 1. Juli 1964 Mitglied der Samtgemeinde Eime und am 1. März 1974 Ortsteil des Fleckens Eime.

## Kapelle
Die evangelische Kapelle Dunsen wurde im 16. Jahrhundert auf einem Hügel erbaut. Das rechteckige kalkverputzte Bruchsteingebäude brannte 1623 aus und wurde erst 1737 wieder instand gesetzt. Die Kapelle war einst der Heiligen Katharina geweiht.

## Politik

### Gemeinderat und Bürgermeister
Dunsen wird auf kommunaler Ebene von dem Gemeinderat des Fleckens Eime vertreten.

### Wappen
Der Entwurf des Kommunalwappens von Dunsen stammt von dem Heraldiker und Wappenmaler Gustav Völker, der sämtliche Wappen in der Region Hannover entworfen hat. Das Wappen wurde der Gemeinde am 29. März 1939 durch den Oberpräsidenten der Provinz Hannover verliehen. Der Landrat aus Alfeld überreichte es am 12. Juli desselben Jahres.
| Wappen von Dunsen | Blasonierung: „In Grün zwei silber-rot gespickelte Balken.“ |
| Wappen von Dunsen | Wappenbegründung: Das Wappen ist abgeleitet von den Adelsherren von Dötzum, als deren Erbdorf die Gemeinde Dunsen im Mittelalter mehrfach bezeichnet worden ist. Während das Wappen derer von Dötzum einen gespickelten Schrägrechtsbalken trägt, sind hier zwei waagerechte übereinanderliegende Balken gewählt worden. |